# 波爾塞峰

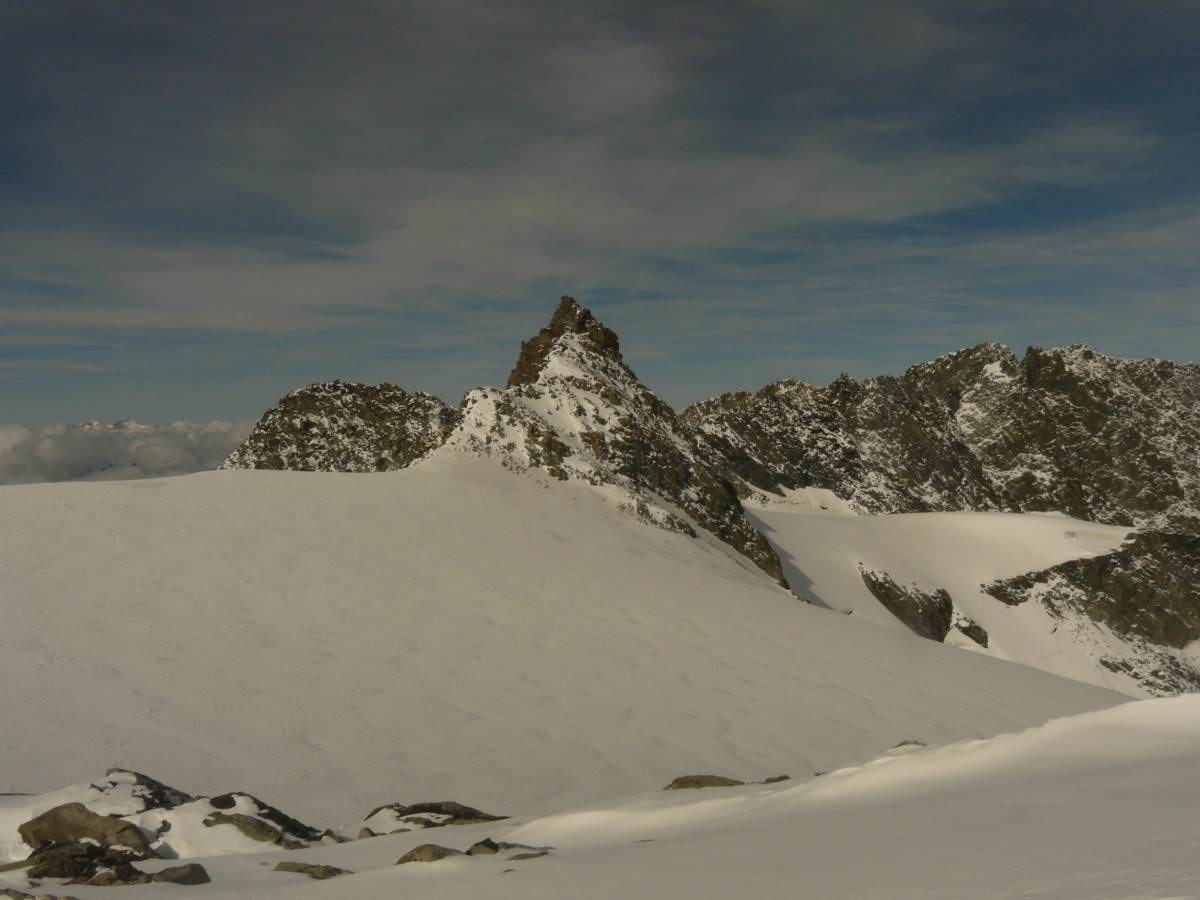

45°16′35″N 06°38′31″E / 45.27639°N 6.64194°E
波爾塞峰（法語：Aiguille de Polset），是法國的山峰，位於該國東北部奧文尼-隆-阿爾卑斯大區，由薩瓦省負責管轄，屬於瓦努瓦斯山的一部分，海拔高度3,531米，每年平均降雨量1,479毫米。